# Пословна зграда на Тргу ослобођења бр. 5 у Бору
Пословна зграда на Тргу ослобођења бр. 5 у Бору, седишту града Бора, представља непокретно културно добро као споменик културе.

## Архитектура зграде
Зграда је подигнута пре Другог светског рата, тридесетих година 20. века, припада врсти грађанске архитектуре без стилских карактеристика свога времена. У свом спољашњем изгледу долази до изражаја масивност са типским решењима и једноставном фасадном обрадом. На главну фасаду грађевине 1948. године постављена је спомен плоча у бронзи, посвећена првој посети Јосипа Броза Тита Бору, 10. октобра 1948. године.